# Guerrero águila

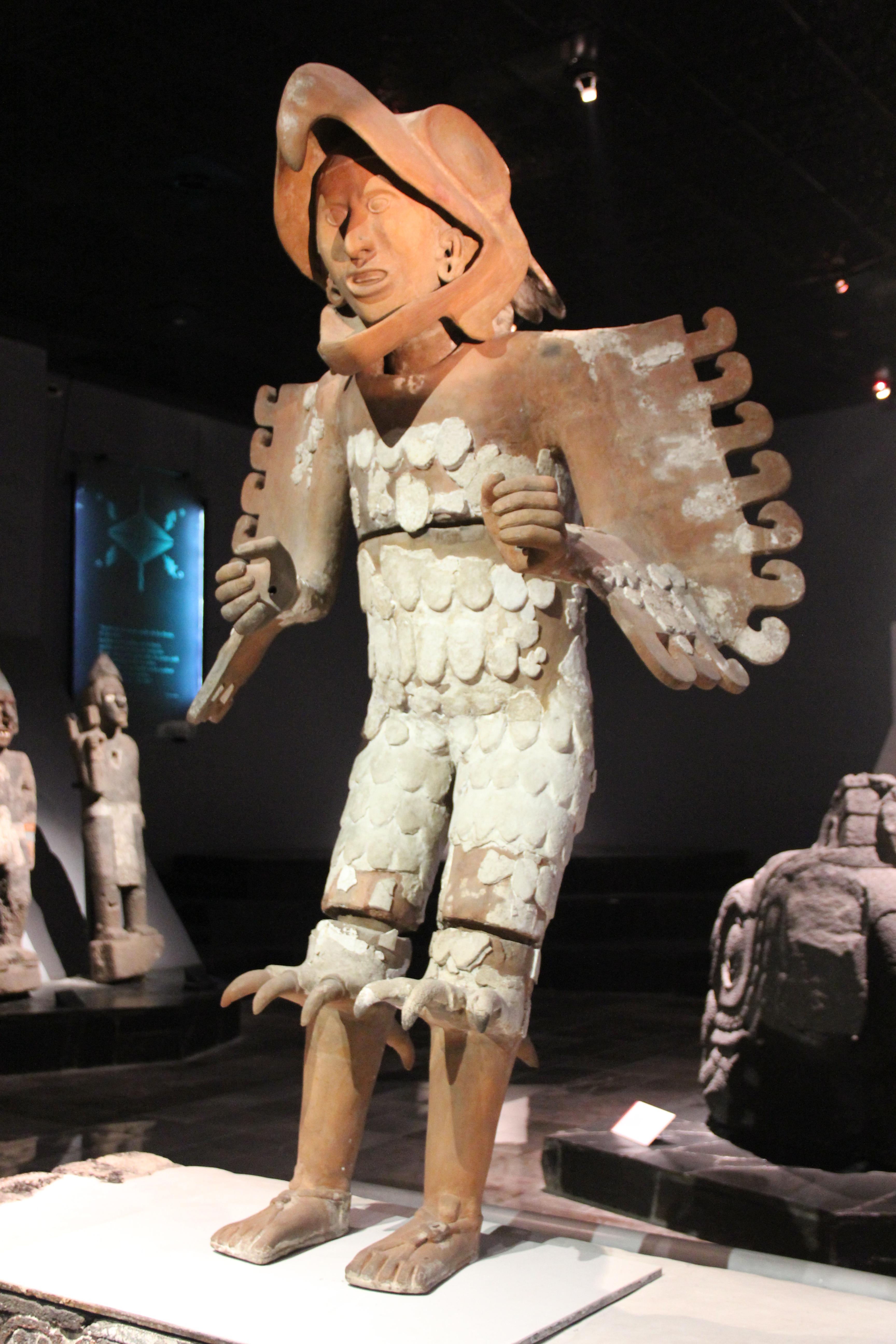
Estatua de un cuāuhtli o guerrero águila encontrado en la casa de las águilas, exhibida en el Museo del Templo Mayor de Tenochtitlan.

Los cuāuhpipiltin (en singular cuāuhpilli, "noble águila" en náhuatl clásico), también llamados guerreros águilas, fueron una clase especial de guerreros en los ejércitos mexica, los cuales junto a los guerrero jaguar u "ocēlōpipiltin" componían primordialmente las élites  guerreras del antiguo Imperio Mexica. 
Los "cuāuhpipiltin" fueron los únicos dentro de la sociedad guerrera mexica que no estaban restringidos por derechos de nobleza, los cuales aún los más comunes como los macehuales (la clase más baja dentro de la sociedad mexica), podían ser admitidos.

## Educación

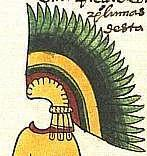
Quetzalpatzactli era un copilli reservado para el guerrero águila proveniente de la nobleza.

Como parte de su educación, todo joven varón mexica (macehualli) tenía que aprender los métodos de guerra y el uso de armamentos en la escuela (telpochcalli), pero solamente los que mostraban agudeza mental y destreza podían avanzar al siguiente nivel o escuela para nobles la calmecac, y así aprender administración imperial y cómo gobernar, hasta llegar al rango de guerrero águila.
Hasta la edad de catorce años, la educación de los hijos estaba a cargo de los padres, pero supervisada por las autoridades de sus respectivo Calpulli (el equivalente a un ayuntamiento).
Así periódicamente estos jóvenes macehualtin (Trabajadores: dígase de los comerciantes, peatones, constructores) tenían que atender a las escuelas templo (calmécac) locales, para así ser sujetos a pruebas de aprendizaje para ver su progreso, en el arte de la guerra y otros conocimientos.

## Rito de paso
El rito de paso del joven azteca para la edad aceptada como adulto, consistía en que el joven guerrero tenía que capturar su primer prisionero de guerra, generalmente era muy parecido al monto de los guerreros jaguar (ocēlōpilli), quienes tenían que capturar en una batalla a por lo menos a 6 prisioneros, solo así podían obtener el título de cuāuhpilli (Guerrero águila).

## Vestimenta
La vestimenta del guerrero águila variaba según su rango y el contexto de uso ya fuera ceremonial o militar, pero estos generalmente representaban el coraje y la fuerza física que se presumía que desplegaba en el campo de batalla.
Los escudos también representaban el rango en el ejército,  eran coloridos y cubiertos de plumas. En la pierna el guerrero llevaba una banda de piel, y para cubrir su cabeza llevaban un yelmo esculpido en madera, normalmente de caoba, que representaba un animal una cabeza de águila con plumas, las plumas variaban según la clase.

## Armamento y tácticas

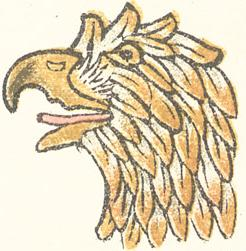
Glifo de un águila mexica, ilustrado en el Códice Magliabecchiano.

Los guerreros usaban diferentes armas, algunas de ellas eran el atlatl (lanzadardos), arco y flecha, macuahuitl y algunos tipos de dagas de obsidiana.
El arma principal de los mexicas era el macuahuitl, una especie de maza de madera con navajas de obsidiana incrustadas, muy afiladas, que se desgastaban o quebraban fácilmente. También usaban una coraza ligera de cuero que cubría solo el pecho de acuerdo al clima de la época.
La táctica característica  del guerrero águila consistía en una incursión rápida y estratégica a los asentamientos o campamentos enemigos, en grupos separados, de los cuales se desprendía un contingente de fuerzas especiales. Según se peleara se podía obtener diferentes recompensas como algún título de nobleza, estos guerreros vivían cerca del Templo Mayor, donde tenían su cuartel y habitaciones especiales, era en este lugar y en el recinto principal del Templo Mayor donde recibían su entrenamiento. Los prisioneros que capturaran eran sacrificados a los dioses.